# Bithia (cité)
Pour les articles homonymes, voir Bithia.

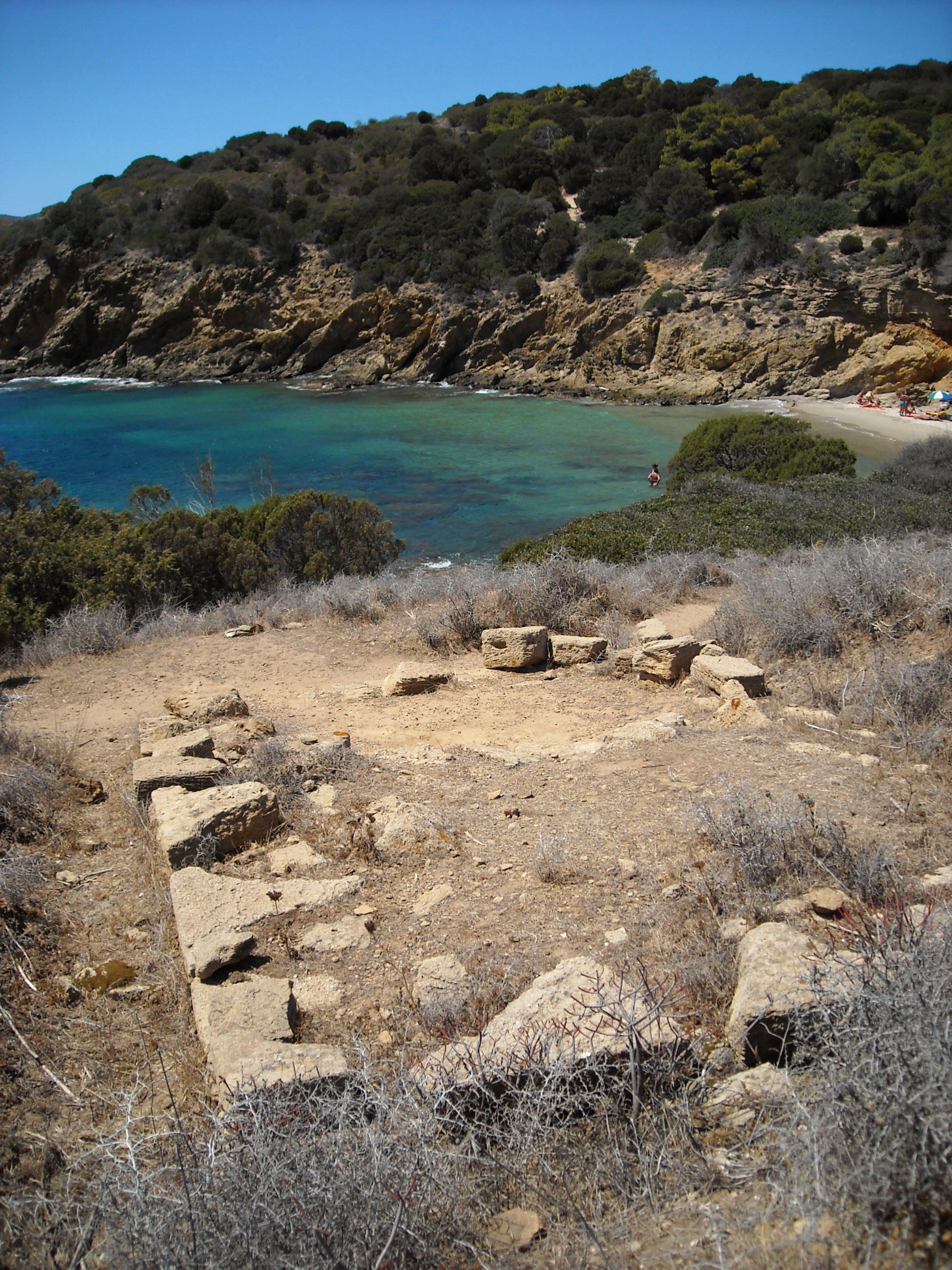
Ruines de Bithia

Bithia était une cité située à l'extrémité sud de la Sardaigne et dans la province de Sardaigne du Sud, à proximité de la localité de Chia (Domus de Maria).
Probablement centre nuraghe, la cité fut une escale maritime phénicienne à partir du VIIIe siècle av. J.-C. La cité fut ensuite punique et romaine, avant que le site ne soit abandonné au début du VIIe siècle de notre ère, lorsque la population se retira à l'intérieur afin de se protéger des assauts de pirates.
En 1933, à la suite de fortes marées, furent découvertes quelques vestiges de la cité. : aujourd'hui se distinguent les restes d'un temple punique, et on a pu supposer qu'il y avait là un tophet. Plus tard ont été identifiés les restes d'habitations et d'un second temple, dédié à Bès.

## Sources
- (it) Cet article est partiellement ou en totalité issu de l’article de Wikipédia en italien intitulé « Bithia (sito archeologico) » (voir la liste des auteurs).